# Bulbophyllum fusciflorum
Bulbophyllum fusciflorum är en orkidéart som beskrevs av Rudolf Schlechter. Bulbophyllum fusciflorum ingår i släktet Bulbophyllum och familjen orkidéer. Inga underarter finns listade i Catalogue of Life.